# Заев, Александр Алексеевич
Александр Алексеевич Заев (16 марта 1915 — 12 апреля 1966)  — участник Великой Отечественной войны, полный кавалер ордена Славы, старшина, заместитель командира отделения 2-й стрелковой роты 60-го стрелкового полка 65-й стрелковой дивизии (на момент представления к награждению орденом Славы 1-й степени).

## Биография
Родился 15 марта 1915 года в селе Смыловка, Нижнекамского района Республики Татарстан. Окончил 7 классов, работал бухгалтером.
В июне 1941 года, на третий день войны, был призван в Красную Армию. С ноября того же года участвовал в боях с захватчиками на. Член ВКП/КПСС с 1942 года. К лету 1944 года старший сержант Заев — старшина роты 3-го отдельного лыжного батальона 33-й отдельной лыжной бригады. Воевал на Карельском фронте, отличился в боях в ходе Свирско-Петрозаводской операции.
9 июля 1944 года при прорыве обороны противника в районе озера Халлин-Лампи северо-восточнее города Питкяранта старший сержант Заев первым поднялся в атаку, гранатой поразил пулемет с прислугой, а также проделал проходы в проволочных заграждении, обезвредил 12 мин. Ворвавшись первым во вражеские траншеи из личного оружия уничтожил до 15 финских солдат. Был представлен к награждению орденом Славы 3-й степени.
Приказом по войскам 32-й армии от 21 августа 1944 года старший сержант Заев Александр Алексеевич награждён орденом Славы 3-й степени.
24—27 июля 1944 года в боях в районе 35 км северо-западнее города Суоярви старший сержант Заев находился в боевых порядках стрелкового взвода, в критический момент заметил выдвинувшегося вперед вражеского пулеметчика, уничтожил его и, захватив пулемет, открыл огонь по противнику. В этом бою истребил свыше 10 пехотинцев, а также под огнём оказал первую медицинскую помощь 7 раненым бойцам. Был вновь представлен к награждению орденом Славы 3-й степени.
Приказом по войскам 32-й армии от 25 августа 1944 года старший сержант Заев Александр Алексеевич награждён орденом Славы 2-й степени.
В сентябре 1944 года лыжная бригада была расформирована, и личный состав был направлен на комплектование 65-й стрелковой дивизии.
21 октября 1944 года в бою в районе 37 км юго-западнее города Петсамо старшина Заев, действуя ручным пулеметчиком, первым достиг шоссейной дороги и занял позицию. Сдерживая отступающего противника огнём из пулемета поразил 2 автомобиля с пушками, которые были взяты как трофеи. При отражении двух контратак истребил свыше 20 противников, подавил две пулеметные точки, чем обеспечил выполнение боевой задачи. Был представлен к награждению орденом Отечественной войны 2-й степени, командир 99-го стрелкового корпуса повысил статус награды.
Указом Президиума Верховного Совета СССР от 24 марта 1945 года за образцовое выполнение заданий командования в боях с захватчиками старшина Заев Александр Алексеевич награждён орденом Славы 1-й степени. Стал полным кавалером ордена Славы.
К этому времени старшина Заев воевал уже на 2-м Белорусском фронте, в составе 102-й гвардейской стрелковой дивизии. Несмотря на должность делопроизводителя штаба 316-го гвардейского стрелкового полка, активно участвовал в боях. Своевременно, несмотря на огонь противника, доставлял все приказы и распоряжение на передовую из КП полка. Был награждён орденом Красной Звезды.
В 1947 году был демобилизован.
После войны и до конца своих дней жил в поселке Христофорово Лузского района Кировской области. Работал бухгалтером-ревизором местного ОРСа.
Скончался 12 апреля 1966 года.

## Награды
- Полный кавалер ордена Славы:
  - орден Славы I степени (24 марта 1945, орден № 353)[1];
  - орден Славы II степени (25 августа 1944, орден № 7695)[2];
  - орден Славы III степени (21 августа 1944, орден № 105375)[3];
- Орден Красной Звезды (29 марта 1945)[4];
- Медаль «За оборону Советского Заполярья» (4 декабря 1944)[5];
- Медаль «За победу над Германией в Великой Отечественной войне 1941—1945 гг.» (9 мая 1945)[5];